# Třída X (1942)
Třída X byla třída diesel-elektrických miniponorek britského královského námořnictva z období druhé světové války. Využívány byly zejména pro napadání nepřátelských plavidel pomocí na dno ukládaných náloží. Ponorky jsou známy zejména svým úspěšným útokem na německou bitevní loď Tirpitz. Kromě miniponorek základního modelu X byly vyráběny ještě cvičné miniponorky subverze XT a mírně zvětšené miniponorky subverze XE, které byly určeny k nasazení proti Japonsku. V 50. letech byla postavena ještě třída Stickleback, která konstrukčně úzce navazovala na miniponorky typu XE.

## Stavba

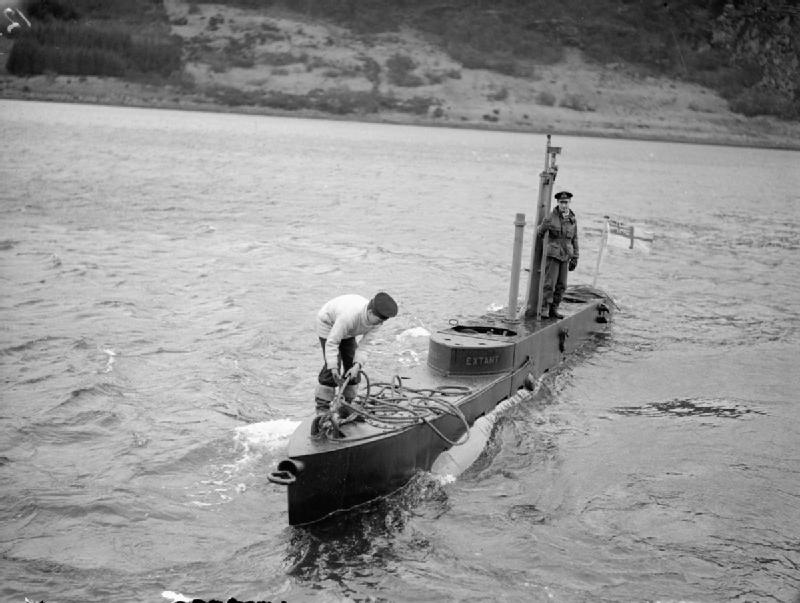
X-25

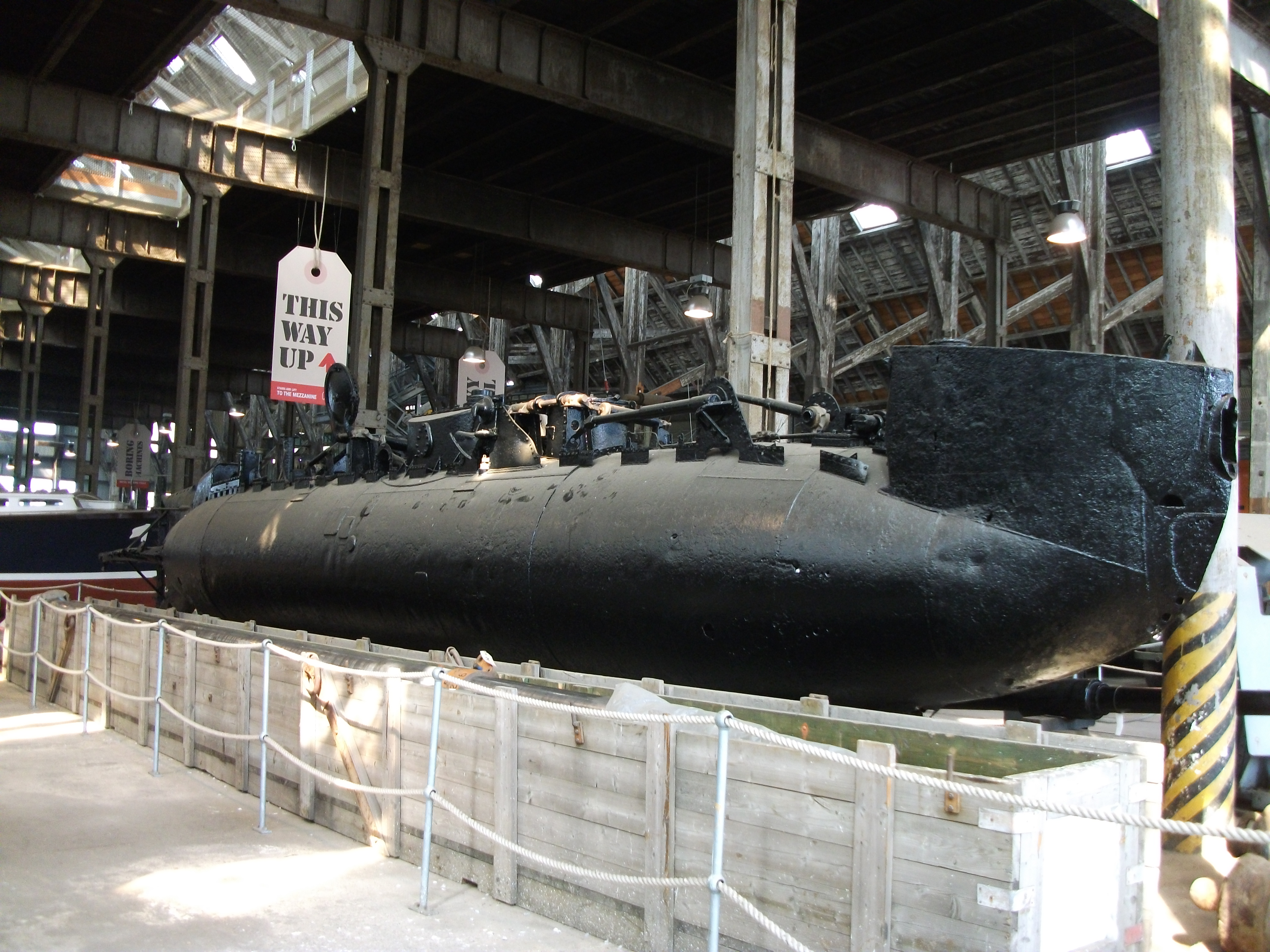
XE8 na displeji

Původně vyvíjeny jako armádní miniponorky pro nasazení na řekách. První dva prototypy X3 a X4 postavila společnost Varley Marine ve spolupráci s loděnicí Portsmouth Dockyard. Následující sérii miniponorek X5–X10, X20–X25 a cvičnýczh XT1–XT6 postavily loděnice Vickers-Armstrongs v Barrow. Za války byla vyvinuta ještě mírně zvětšená verze XE. Ta byla určena pro operace v Pacifiku. Patřily do ní miniponorky XE1–XE9, XE11 a XE12, které postavily společnosti Broadbent Markham v Chesterfieldu a Marshall v Gainsborough. Stavba XE10 byla zrušena. Celkem tak bylo postaveno 31 miniponorek všech verzí třídy X, z toho 14 X, šest XT a 11 XE. Miniponorky X3–X5 byly dodány roku 1942, roku 1944 byly dodány X6–X10 a X22 a roku 1945 pak všechna zbývající plavidla.

## Konstrukce

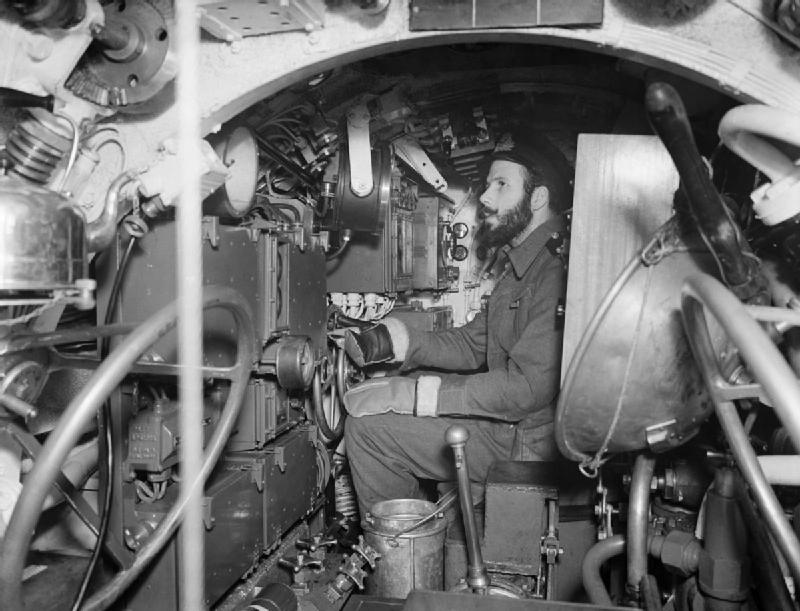
Interiér miniponorky třídy X

Kvůli malému dosahu byly miniponorky do operační oblasti vlečeny velkými ponorkami tříd S a T. Jejich posádka byla čtyřčlenná. Jejich výzbroj (verze X a XE) tvořily dve nálože upevněné na bocích trupu. Každá obsahovala cca dvě tuny výbušniny Amatol. V blízkosti cíle byly shozeny na mořské dno a odpáleny pomocí časovače. Dále byly vybaveny přechodovou komorou pro žabí muže. Pohonný systém tvořil jeden diesel Gardner o výkonu 42 hp a jeden elektromotor o výkonu 30 shp, pohánějící jeden lodní šroub. Nejvyšší rychlost dosahovala 6 uzlů na hladině a 5 uzlů pod hladinou.

## Služba
Miniponorky X5–X10 byly v říjnu 1943 nasazeny do úspěšné operace Source proti německé bitevní lodi Tirpitz. Posádkám miniponorek se ji podařilo vážně poškodit. Všechny nasazené čluny byly během této operace ztraceny. Dalším úspěšným nasazením bylo dne 31. července 1945 poškození v Singapuru kotvícího japonského těžkého křižníku Takao miniponorkou XE3. Při kolizi byly ztraceny ještě X22 a XE11. Většina přeživších ponorek byla vyřazena v roce 1945. Pouze XE7–XE9 a XE12 byly vyřazeny až v letech 1952–1953. Miniponorka X24 byla zachována jako muzejní exponát.